# 崇基書院
崇基書院是臺灣基隆地區第一所官立學府，亦為臺北府基隆廳唯一一所書院。崇基書院創立於清光緒十九年（西元1893年），光緒二十一年落成。創設基金主要由書院創院院長、舉人江呈輝向本地仕紳募集而來，少部分由官府在光緒17年開始收稅支應，並於光緒19年由基隆通判章瑞坦撥給公帑9,500兩。院舍落成之年，即逢臺灣被清割於日，以致於開課不久，書院遂停辦。原屬文廟建制的諸神孔子、倉頡夫子、太上老君也只好移奉慶安宮。崇基書院又經梁純夫復建。 
基隆市仁愛區書院里雖不是崇基書院的院址，書院里名卻是為紀念「崇基書院」而得名。
第二三之二執照明定作為田產納稅劃撥的崇基書院經費來源：

第二三之二執照

欽加同知銜、本任南靖縣正堂、調署基隆分府林，為給炤管業事。案據職員蔣應茂稟稱：竊茂于光緒十六年八月間，遵守奉宮保前爵撫憲劉傳諭，承招基隆碼頭海埔空地填築成市，以資管業。茂遵諭措資，在于該處興工填築完竣，計闊一十二丈八尺，深九尺，併蒙親詣覆勘在案。第茂所築該處海埔，未蒙勘丈給炤，無從管業，理合懇請察核，俯將填築海埔處所勘明丈數立案，併乞給炤管業。再茂填築海埔空地，既蒙勘丈升科，應請量予減等納稅，合併聲明，切稟等情前來。當經本分府帶同丈首親詣勘丈，該職員填築海埔，丈明屋地，折實方圍七十九丈五尺，每丈納稅銀四點，共銀三元一角八點；空地方圍一百二十八丈五尺，每丈銀二點尖，共銀二元八角二點；總共合銀六元，每年納稅，歸于崇基書院收用，合行給炤。為此，炤給職員蔣應茂即便遵炤，承領管業，給諭執憑，毋違，須至執照者。

光緒十七年十月初七日給